# هارولد توماس (رسام)
هارولد توماس (بالإنجليزية: Harold Thomas)‏ هو رسام أسترالي، ولد في 1947 في أليس سبرينغز في أستراليا.